# Ossegem
Ossegem (Frans: Osseghem) is een buurt in de Belgische gemeente Sint-Jans-Molenbeek in het Brussels Hoofdstedelijk Gewest. De buurt ligt centraal in het zuiden van de gemeente, tegen de grens met Anderlecht, ten westen van de historische kern van Molenbeek.
De plaats was vroeger een landelijk gehuchtje. De naam is van Germaanse afkomst en is samengesteld uit Odso + -inga + gem, "woonplaats van de lieden van Odso". Op de Ferrariskaart uit de jaren 1770 staat het weergeven als een gehucht ten westen van Molenbeek en Koekelberg. Ten zuiden van Ossegem stroomde de Maalbeek, een beekje dat ontspringt in het Scheutbos en haar naam gaf aan Sint-Jans-Molenbeek. Een oude landweg, de huidige Ossegemstraat, die in de buurt van het huidige metrostation Ossegem op de Gentsesteenweg uitkwam, verbond het gehucht met Sint-Jans-Molenbeek en Brussel.

## Verkeer en vervoer
- Tramlijn 82 doorkruist het centrum van de buurt.
- Het metrostation Ossegem, ten noordoosten van de buurt, is naar de plaats genoemd.
- Het metrostation Beekkant ligt aan de oostzijde van de buurt.